# Watshamiella
Watshamiella är ett släkte av steklar. Watshamiella ingår i familjen fikonsteklar.
Kladogram enligt Catalogue of Life:
| Watshamiella | \| \| Watshamiella alata \| \| \| \| \| \| Watshamiella aurea \| \| \| \| \| \| Watshamiella fictitia \| \| \| \| \| \| Watshamiella infida \| \| \| \| \| \| Watshamiella lucens \| \| \| \| \| \| Watshamiella stilifera \| \| \| \| |
|              | \| \| Watshamiella alata \| \| \| \| \| \| Watshamiella aurea \| \| \| \| \| \| Watshamiella fictitia \| \| \| \| \| \| Watshamiella infida \| \| \| \| \| \| Watshamiella lucens \| \| \| \| \| \| Watshamiella stilifera \| \| \| \| |
|              | Watshamiella alata |
|              | |
|              | Watshamiella aurea |
|              | |
|              | Watshamiella fictitia |
|              | |
|              | Watshamiella infida |
|              | |
|              | Watshamiella lucens |
|              | |
|              | Watshamiella stilifera |
|              | |